# Slovenien ved sommer-OL 2020
Slovenien deltog under Sommer-OL 2020 i Tokyo som blev afviklet i perioden 23. juli til 8. august 2021.

## Medaljer
| 2020 Tokyo | Guld | Sølv | Bronze | Total |
| Slovenien  | 3    | 1    | 1      | 5     |

### Medaljevinderne
| Slovenien under sommer-OL 2020 i Tokyo | Slovenien under sommer-OL 2020 i Tokyo | Slovenien under sommer-OL 2020 i Tokyo | Slovenien under sommer-OL 2020 i Tokyo | Slovenien under sommer-OL 2020 i Tokyo |
| Medalje                                | Navn                                   | Sport                                  | Event                                  | Dato                                   |
| -------------------------------------- | -------------------------------------- | -------------------------------------- | -------------------------------------- | -------------------------------------- |
| Guld                                   | Benjamin Savšek                        | Kano og kajak                          | Mændenes slalom C-1                    | 26. juli                               |
| Guld                                   | Primož Roglič                          | Cykling                                | Enkeltstart                            | 28. juli                               |
| Guld                                   | Janja Garnbret                         | Sportsklatring                         | Damer                                  | 6. august                              |
| Sølv                                   | Tina Trstenjak                         | Judo                                   | Damernes 63 kg                         | 27. juli                               |
| Bronze                                 | Tadej Pogačar                          | Cykling                                | Linjeløb                               | 24. juli                               |